# هوراشيو جي. هيريك
هوراشيو جي. هيريك هو محامي وسياسي أمريكي، ولد في 28 أكتوبر 1824 في Alfred, Maine ‏ في الولايات المتحدة، وتوفي في 18 أبريل 1904.